# 1322 هـ
1322 هـ هي سنة في التقويم الهجري امتدت مقابلةً في التقويم الميلادي بين سنتي 1904 و1905.

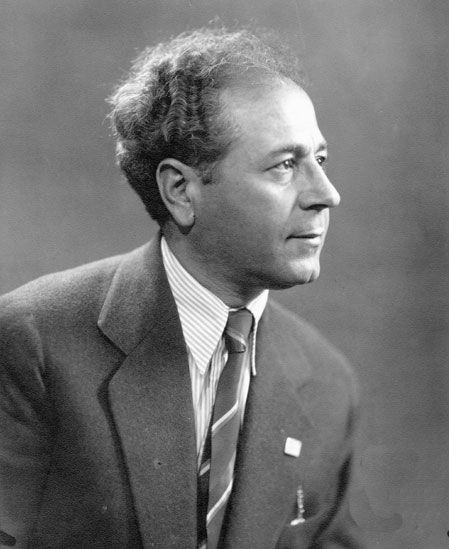
أنطون سعادة

## أحداث
- ضم الملك عبد العزيز معظم منطقة القصيم.
- نشوب معركة البكيرية بين ابن سعود وبين ابن رشيد.
- نشوب معركة الشنانة بين ابن سعود وبين ابن رشيد.

## مواليد
- زكي نجيب محمود
- محمد جواد مغنية
- محمد رضا المظفر
- مصطفى الزرقا
- نعمان المتولي
- محمد بن سليمان الجراح
- أحمد الروحاني
- أحمد سعيد الكاظمي
- أنطون سعادة
- بول كراوس
- جيمس هيوارث دون
- عبد الله الجراري
- محمد الخال
- محمد بهجة الأثري
- محمد علي المدرس الأفغاني
- محمد علي عبد الرحيم
- يحيى حقي

## وفيات
- حسين السجاسي الزنجاني
- ذو الفقار علي الديوبندي
- رضا الهمداني النجفي
- شمس الدين سامي فراشري
- فتسشتاين
- نور الدين الوتري
- هرمان المكويست
- الشنقيطي التركزي
- حسين البشدري
- عبد السلام بن محمد العلمي